# Cartoons in the Hotel
Cartoons in the Hotel è un cortometraggio muto del 1915 scritto e diretto da Raoul Barré.

## Produzione
Il film fu prodotto dalla Edison Company e Barre Studios.

## Distribuzione
Distribuito dalla General Film Company, il film - un cortometraggio in una bobina - uscì nelle sale cinematografiche USA il 30 giugno 1915.